# Progress M1-6
Progress M1-6 (ryska: Прогресс М1-6) eller som NASA kallar den, Progress 4 eller 4P, var en rysk obemannad rymdfarkost som levererade förnödenheter, syre, vatten och bränsle till rymdstationen ISS. Den sköts upp med en Sojuz-FG-raket från Kosmodromen i Bajkonur den 20 maj 2001 och dockade med ISS den 23 maj. 
Den lämnade rymdstationen den 22 augusti 2001 och brann upp i jordens atmosfär några timmar senare.

### Fotnoter
1. ↑  ”NASA Space Science Data Coordinated Archive” (på engelska). NASA. https://nssdc.gsfc.nasa.gov/nmc/spacecraft/display.action?id=2001-021A. Läst 1 mars 2020.
2. ↑  Manned Astronautics - Figures & Facts, läst 15 juli 2016.